# El Prometeo
Aun vencido, vence Amor, ò El Prometeo ist eine Oper (Originalbezeichnung: „Comedia en musica“) in drei Akten von Antonio Draghi mit einem eigenen Libretto, möglicherweise nach Calderóns La estatua de Prometeo. Sie wurde am 10. Dezember 1669 im kaiserlichen Palast in Wien uraufgeführt.

## Handlung

### Erster Akt
Meeresküste
Szene 1. Die beiden Fürsten Prometeo und Pelèo beobachten, wie die schöne Nymphe Tetis in Begleitung von Nereiden und Tritonen dem Meer entsteigt. Beide verlieben sich in sie. Tetis weist Prometeo zurück, verspricht Pelèo ihre Liebe und verschwindet wieder.
Szene 2. Prometeo und Pelèo geben ihren unterschiedlichen Gefühlen Ausdruck. Der eine ist verzweifelt, der andere hoffnungsfroh.
Szene 3. Die Nereide Nisèa beobachtet den klagenden Prometeo. Sie ist heimlich in ihn verliebt, wagt es aber nicht, ihn anzusprechen. Schließlich geht er fort. Noch während Nisèa ihre Schüchternheit verflucht, erscheint Prometeos Diener Satyro und erkundigt sich bei ihr nach dem Aufenthaltsort seines Herrn. Nisèa schließt sich ihm an.
Szene 4. Der Götterbote Mercurio informiert Tetis’ Vater Nerèo darüber, dass Jupiter beschlossen habe, seine Tochter zu heiraten.
Szene 5. Tetis selbst ist wenig erfreut über diese Ehre, da sie ihrem Geliebten Pelèo treu bleiben möchte. Dem Himmelsvater kann sie sich jedoch nicht widersetzen.
Szene 6. Tetis informiert Pelèo über Jupiters Vorhaben. Beide sind unglücklich.
Haus am Wald
Szene 7. Prometeo erschafft eine Frauenstatue, der er von nun an seine Liebe widmen will.
Szene 8. Satyro und Nisèa kommentieren Prometeos Werk. Während Satyro sie als kalt empfindet, ist Nisèa eifersüchtig.
Szene 9. Plötzlich erscheint die Göttin Minerua. Sie ist aus zwei Gründen auf die Erde gekommen: Zum einen will sie ihre Widersacherin Aragne für ihren Hochmut bestrafen, und zum anderen ist sie neugierig auf Prometeos berühmte Statue und verspricht ihm eine Belohnung. Prometeo wünscht sich nichts anderes, als dass sie die Statue zum Leben erweckt. Minerua lädt ihn ein, den Himmel zu besuchen. Sein Diener Satyro darf ihn begleiten.
Meer mit einer Klippe
Szene 10. Pandòra bittet Jupiter, seine Vermählung mit Tetis zu vertagen. Sie warnt ihn davor, dass ein zu sehr begehrtes Unterfangen mit Unheil enden könnte. Tetis habe ihrer Dienerin Aragne aufgetragen, Jupiters Gattin Juno über seinen geplanten Ehebruch zu informieren. Diese wiederum habe sich an sie, Pandòra, gewandt und lasse Jupiter ausrichten, dass ihr einzig seine Wünsche am Herzen liegen. Er solle seine Liebesexzesse aber auf der Erde ausleben, um Streit zu vermeiden. Mercurio und Hercules bitten Jupiter dennoch, die Hochzeit aufzuschieben.
Szene 11. Nerèo präsentiert den Göttern seine Tochter, die zur Freude ihres Vaters der Hochzeit mit Jupiter zustimmt. Sie bittet nur um etwas Aufschub, bis sie dazu bereit ist. Jupiter ist einverstanden. Während der Chor der Nereiden und Tritonen ihm zujubelt, verabschiedet sich Tetis von ihrem Geliebten Pelèo. Sie erklärt ihm, dass ihr Herz ihm weiterhin treu sei.
Szene 12. Nereiden und Tritonen feiern mit Gesang und Tanz die bevorstehende Hochzeit.

### Zweiter Akt
Himmel
Szene 1. Prometeo und Satyro sehen sich fasziniert im Himmel um. Satyro vermisst allerdings ein Gasthaus, denn er hat Hunger. Da entdeckt Prometeo das Feuer, das die Körper mit den Seelen verbindet. Kurz entschlossen stiehlt er es und reist mit Satyro zurück auf die Erde.
Szene 2. Pandòra entdeckt als erste den Diebstahl und berichtet sofort Jupiter davon. Der beschließt, die Tat schwer zu bestrafen. Für einen derartigen Frevel reicht ihm nicht einmal die Todesstrafe.
Szene 3. Jupiter befiehlt Pandòra, auf die Erde zu reisen und die menschlichen Freunde Prometeos mit Leiden zu überhäufen.
Szene 4. Mercure soll unterdessen Prometeo aufspüren und ihn im Kaukasus an die Felsen ketten. Dort soll ein Geier seine Eingeweide fressen. Prometeo darf jedoch nicht daran sterben, da die Strafe ewig währen soll.
Einsame Gegend am Fuße des Kaukasus-Gebirges
Szene 5. Minerua, Prometeo und Satyro bringen mit Unterstützung einiger Helfer die Statue herbei. Minerua erneuert ihr Versprechen, Prometeo für seine Treue zu belohnen. Zuerst muss sie allerdings ihre Angelegenheit mit Aragne klären. Kaum ist sie fort, erweckt Prometeo seine Statue mit dem gestohlenen Feuer zum Leben.
Szene 6. Prometeo erklärt der Statue seine Liebe.
Szene 7. Da erscheint Mercurio. Er lässt die Statue mit seinem Stab erstarren und in Rauch verschwinden. Dann verkündet er Prometeo die von Jupiter verhängte Strafe. Während Prometeo über seinen Verlust klagt, läuft Satyro feige davon.
Szene 8. Nisèa betrachtet traurig den verzweifelten Prometeo, wagt es aber immer noch nicht, ihn anzusprechen.
Szene 9. Tetis und Pelèo hoffen weiterhin, dass Juno eingreift und die Hochzeit verhindert.
Szene 10. Aragne warnt die beiden vor der Ankunft von Tetis’ Vater Nerèo. Pelèo zieht sich zurück. Nerèo teilt seiner Tochter mit, dass die Frist abgelaufen sei und die Hochzeit nun stattfinden soll. In einem Duett drücken Nerèo seine Freude und seine Tochter ihre Verzweiflung darüber aus.
Szene 11. Mercurio lässt Prometeo in den Kaukasus bringen und dort anketten. Auch Pandòra führt ihren Auftrag aus und bringt Unheil über die Menschheit. Prometeo klagt verzweifelt über sein Schicksal.
Im Kaukasus
Szene 12. Die Sterblichen jammern über die über sie hereingebrochenen Leiden. Es folgt ein komisches Ballett von Hinkenden, Buckligen und Lahmen.

### Dritter Akt
Bergige Gegend am Fuße des Kaukasus
Szene 1. Es kommt zur Konfrontation zwischen Minerua und Aragne. Aragne erklärt, dass sie nicht beabsichtige, die Götter zu beleidigen. Das von ihr gewebte Tuch beweise aber, dass sie durch ihre Webkunst den Göttern ebenbürtig sei. Da sie der Macht der über diesen Hochmut erzürnten Göttin jedoch nichts entgegensetzen kann, gibt sie schließlich nach. Sie erklärt, dass sie lieber sterben würde, als eine derartige Ungerechtigkeit zu ertragen. Minerua reicht ein schneller Tod ihrer Gegenspielerin nicht aus. Aragne soll ewige Qualen leiden. Minerua verwandelt sie in eine Spinne, die für alle Zeiten weben muss.
Szene 2. Da entdeckt Minerua den an die Felsen geketteten Prometeo. Sie ist erschüttert über dessen Lage und fühlt sich mitschuldig an seinem Leid. Um ihn zu trösten, informiert sie ihn über die geplante Hochzeit von Jupiter und Tetis und verkündet, dass das Kind der beiden Jupiter an Größe und Macht übertreffen werde. Deshalb werde Jupiter freiwillig auf seine Liebe zu Tetis verzichten. Minerua zieht sich zurück, ohne Prometeo geholfen zu haben.
Szene 3. Prometeo klagt über die vielen fehlgeschlagenen Hoffnungen in seinem Leben.
Szene 4. Nisèa, die ihre Suche nach dem heimlich Geliebten nie aufgegeben hat, findet den angeketteten Prometeo und ist fest entschlossen, ihn zu befreien. Prometeo glaubt nicht, dass er es wert ist, dass sie für ihn ihr Lieben riskiert. Sie entfernt sich wieder.
Szene 5. Prometeo fragt sich, wer die Frau war, und warum sie so viel Liebe für ihn verspürt. Auch Satyro findet zu seinem Herrn zurück, muss aber vor dem Geier flüchten.
Szene 6. Jupiter kommt in Begleitung von Mercurio, Hercules und Pandòra hinzu und verkündet Prometeo, dass er dem Wunsch Minerua stattgegeben habe und ihm vergebe. Hercules soll seine Ketten zerbrechen. Hercules, Mercurio und Pandòra preisen seine Milde.
Szene 7. Hercules befreit Prometeo unter prahlerischen Sprüchen von seinen Fesseln.
Szene 8. Nisèa und Satyro kehren zurück und finden Prometeo nicht mehr in seinem Gefängnis vor. Nisèa ist beunruhigt, da sie nicht weiß, ob er befreit oder an einen noch schlimmeren Ort gebracht wurde. Sie will Minerua um Hilfe bitten.
Liebliche Täler
Szene 9. Tetis und Pelèo hoffen weiterhin auf eine Intervention Junos, als Jupiter erscheint und Tetis freigibt. Nach Mineruas Fürsprache habe er eingesehen, dass sie einen anderen liebt und sich nach der Hochzeit nicht wie seine Braut, sondern wie seine Sklavin fühlen würde. Tetis versichert, dass sie sich ihm niemals verweigert hätte, aber Angst vor dem Zorn Junos hatte. Sie habe allerdings immer gewusst, dass das Schicksal Pelèo für sie bestimmt habe. Jupiter hat nichts mehr gegen diese Verbindung einzuwenden. Da er außerdem weiß, dass sie sich um ihre Dienerin Aragne sorgt, befiehlt er Pandòra, diese von Minerua zurückzufordern.
Königlicher Palast der Tetis
Szene 10. Nerèo feiert mit Nereiden und Tritonen seinen bevorstehenden Ruhm.
Szene 11. Jupiter informiert Nerèo über die Änderung seiner Pläne und die bevorstehende Hochzeit von Tetis und Pelèo.
Szene 12. Alle Götter und Sterblichen preisen die guten Eigenschaften Jupiters. Minerua verkündet, dass Aragne erlöst sei. Außerdem vereint sie die treue Nisèa mit Prometeo. Die Liebe hat gesiegt, obwohl sie besiegt war.
Das Universum
Abschluss und Krönung des Festes bildet ein Lobpreis auf die Habsburger Herrscherfamilie durch die Allegorien der Hoffnung und der menschlichen Natur, die in einer Wolke vom Himmel schweben.

## Werkgeschichte
Antonio Draghi schrieb seine „Comedia in musica“ Aun vencido, vence Amor, ò El Prometeo auf einen eigenen Text in spanischer Sprache zur Feier des Geburtstags der „spanischen Königin“ („la serenissima reyna de España“, zu dieser Zeit eigentlich Regentin und Königinmutter) Maria Anna von Österreich 1669. Das Libretto verfasste Draghi selbst. Es basiert möglicherweise auf Calderóns Komödie La estatua de Prometeo.
Die Entstehungsgeschichte von Calderóns Komödie ist nicht vollständig geklärt. Sie erschien 1677 im Quinta Parte der Komödienausgabe in Form einer von Calderón selbst als „vollkommen unauthentisch“ bezeichneten Raubkopie in Druck. Anhand thematischer Ähnlichkeiten datierte der Calderón-Forscher Henry Warren Hilborn die Entstehung auf das Jahr 1670, also ein Jahr, nachdem die Oper aufgeführt wurde. Laut Titelblatt der Druckausgabe fand die Uraufführung anlässlich des Geburtstags der Königinmutter am 22. Dezember statt.:93f Dem Programmheft der Neuproduktion an der Opéra de Dijon zufolge war dies ebenfalls im Jahr 1669.:6 In diesem Jahr wurde allerdings zu diesem Anlass ein anderes Werk Calderóns (Fieras afemina amor) gespielt. Die Jahre davor kommen nicht in Frage, da nach dem Tod von Philipp IV. 1665 bis zu diesem Jahr keine höfischen Stücke aufgeführt wurden.:93f
Margaret Rich Greer, Herausgeberin der kritischen Ausgabe von La estatua de Prometeo, vermutete „spekulativ“, dass Draghis Oper vor dem Drama entstand. Kaiser Leopold I. kündigte in einem Brief vom 5. Februar 1670 an Franz Eusebius von Pötting, dem damaligen kaiserlichen Botschafter in Spanien, an, dass er ihm neun Kopien der Oper schicken werde, von denen vier für die Königinmutter bestimmt seien. Rich Greer zufolge könnte Calderón dadurch, möglicherweise nach einem Vorschlag von Maria Anna, auf die Idee zu seiner Komödie gebracht worden sein. Beide Werke unterscheiden sich deutlich. Das Libretto, das Rich Greer als „mythologischen Obstsalat“ bezeichnete, lässt ihrer Meinung nach im Gegensatz zu Calderóns Werk jeglichen dramatischen Zusammenhang vermissen. Die Komödie behandelt vorrangig die Konflikte zwischen Prometheus und seinem Bruder Epimetheus sowie zwischen Minerva und Pallas. In der Oper dagegen steht Prometheus eindeutig im Mittelpunkt, während Epimetheus fehlt und Minerva und Pallas zwei Namen derselben Person sind.:7
Höchstwahrscheinlich vertonte Draghi den Text zunächst in italienischer Sprache und ließ ihn anschließend ins Spanische übersetzen. Es handelt sich um die erste spanischsprachige Oper eines italienischen Komponisten.:5
Die Oper wurde am 10. Dezember 1669 im kaiserlichen Palast in Wien uraufgeführt und dort am 22. Dezember noch einmal wiederholt.
Druckausgaben des vollständigen Librettos in spanischer und italienischer Sprache sowie das Partiturmanuskript der ersten beiden Akte sind in der Bibliothek der Leopoldina erhalten geblieben. Die Musik des dritten Akts hingegen ist verloren. Der Dirigent Leonardo García Alarcón komponierte diesen für eine Produktion der Opéra de Dijon 2018 vollständig neu, wobei er den Stil Draghis mit dessen bevorzugten Intervallen und Basslinien sorgfältig nachbildete.:5
Die Opéra de Dijon präsentierte Alarcóns Rekonstruktion im Juni 2018 in einer Inszenierung von Laurent Delvert nach Skizzen des während der Vorbereitung der Produktion verstorbenen Gustavo Tambascio. Die Kostüme stammten von Jesús Ruiz (Kostüme). Die Capella Mediterranea und der Chœur de chambre de Namur spielten unter der Alarcóns Leitung mit Fabio Trümpy in der Titelrolle, Scott Conner als Pelèo und Mariana Flores als Tetis und Stimme der Statue.

## Aufnahmen
- 2018 – Leonardo García Alarcón (Dirigent), Laurent Delvert (Inszenierung nach Skizzen von Gustavo Tambascio), Jesús Ruiz (Kostüme), Capella Mediterranea, Chœur de chambre de Namur.
 Fabio Trümpy (Prometeo), Scott Conner (Pelèo), Victor Torrès (Nerèo), Mariana Flores (Tetis und Statue), Alejandro Meerapfel (Jupiter), Zachary Wilder (Mercurio), Ana Quintans (Minerua), Giuseppina Bridelli (Nisèa), Borja Quiza (Satyro), Anna Reinhold (Pandòra), Kamil Ben Hsaïn Lachiri (Hercules), Lucia Martin Carton (Aragne).
 Video; live aus der Opéra de Dijon; Neufassung des dritten Akts von Leonardo García Alarcón.
 Videostream auf france.tv.[6]